# Digitaria argyrotricha
Digitaria argyrotricha là một loài thực vật có hoa trong họ Hòa thảo. Loài này được (Andersson) Chiov. mô tả khoa học đầu tiên năm 1916.